# راجر کی کراچ
راجر کی کراچ (به انگلیسی: Roger K. Crouch) فضانورد اهل کشور ایالات متحده آمریکا است که در ۱۲ سپتامبر ۱۹۴۰ میلادی در جیمزتاون، تنسی زاده شد. وی در مأموریت اس‌تی‌اس-۸۳، اس‌تی‌اس-۹۴ حضور داشته است.